# Achloa delicatula
Achloa delicatula är en skalbaggsart som beskrevs av Louis Albert Péringuey 1904. Achloa delicatula ingår i släktet Achloa och familjen Melolonthidae. Inga underarter finns listade i Catalogue of Life.